# Élections municipales de 2020 dans l'Aube
Des élections municipales dans l'Aube étaient prévues les 15 et 22 mars 2020. Comme dans le reste de la France, le report du second tour est annoncé en pleine crise sanitaire liée à la propagation du coronavirus (COVID-19). Par un décret du 27 mai 2020, le second tour est fixé au 28 juin 2020.

## Maires sortants et maires élus
Le scrutin est marqué par une grande stabilité politique, hormis quelques exceptions. La gauche trébuche ainsi à Aix-Villemaur-Pâlis face à la droite, ainsi qu'à Saint-Lyé, Villenauxe-la-Grande et surtout Sainte-Savine face à des candidats sans étiquette. Troyes reste largement acquise à son maire LR, l'ancien ministre François Baroin.
| Commune                  | Population | Maire sortant                | Parti | Parti | Maire élu               | Parti | Parti |
| ------------------------ | ---------- | ---------------------------- | ----- | ----- | ----------------------- | ----- | ----- |
| Aix-Villemaur-Pâlis      | 3 554      | Yves Fournier                |       | PS    | Roland Broquet          |       | DVD   |
| Arcis-sur-Aube           | 2 870      | Serge Lardin                 |       | LR    | Charles Hittler         |       | DVD   |
| Bar-sur-Aube             | 4 902      | Philippe Borde               |       | LR    | Philippe Borde          |       | LR    |
| Bar-sur-Seine            | 3 018      | Marcel Hurillon              |       | DVG   | Dominique Baroni        |       | DVG   |
| Bréviandes               | 2 826      | Thierry Blasco               |       | DVG   | Thierry Blasco          |       | DVG   |
| Brienne-le-Château       | 2 826      | Nicolas Dhuicq               |       | DLF   | Laurent Sibois          |       | DVD   |
| La Chapelle-Saint-Luc    | 12 319     | Olivier Girardin             |       | PS    | Olivier Girardin        |       | PS    |
| Lusigny-sur-Barse        | 2 167      | Christian Branle             |       | LR    | Christian Branle        |       | LR    |
| Les Noës-près-Troyes     | 3 282      | Jean-Pierre Abel             |       | DVD   | Jean-Pierre Abel        |       | DVD   |
| Nogent-sur-Seine         | 5 980      | Hugues Fadin                 |       | DVD   | Estelle Bomberger-Rivot |       | LR    |
| Pont-Sainte-Marie        | 5 166      | Pascal Landréat              |       | LREM  | Pascal Landreat         |       | LREM  |
| La Rivière-de-Corps      | 3 396      | Véronique Saublet Saint-Mars |       | DVD   | Christophe Chomat       |       | DIV   |
| Romilly-sur-Seine        | 14 451     | Éric Vuillemin               |       | LR    | Eric Vuillemin          |       | LR    |
| Rosières-près-Troyes     | 4 165      | Jacques Rigaud               |       | LR    | Marlène Gaurier         |       | DVD   |
| Saint-André-les-Vergers  | 12 311     | Alain Balland                |       | LR    | Catherine Ledouble      |       | DVD   |
| Saint-Germain            | 2 304      | Paul Gaillard                |       | DVD   | Maxime Dusacq           |       | DVD   |
| Saint-Julien-les-Villas  | 6 811      | Jean-Michel Viart            |       | DVD   | Jean-Michel Viart       |       | DVD   |
| Saint-Lyé                | 2 915      | Marcel Spilmann              |       | DVG   | Nicolas Mennetrier      |       | DVG   |
| Saint-Parres-aux-Tertres | 3 126      | Colette Rota                 |       | DVD   | Jack Hirtzig            |       | DVD   |
| Sainte-Savine            | 10 573     | Jean-Jacques Arnaud          |       | PS    | Arnaud Magloire         |       | DVG   |
| Troyes                   | 61 652     | François Baroin              |       | LR    | François Baroin         |       | LR    |
| Vendeuvre-sur-Barse      | 2 317      | Jean-Baptiste Rota           |       | DVD   | Marielle Chevallier     |       | LR    |
| Villenauxe-la-Grande     | 2 721      | Paul Bujar                   |       | DVG   | Barbara Carpanese       |       | DVD   |

### Résultats en nombre de maires
| Partis       | Partis                  | Maires sortants | Maires élus | Évolution |
| ------------ | ----------------------- | --------------- | ----------- | --------- |
|              | Les Républicains        | 7               | 6           | -1        |
|              | Divers droite           | 7               | 10          | +3        |
|              | Debout la France        | 1               | 0           | -1        |
| Total droite | Total droite            | 15              | 16          | +1        |
|              | Divers gauche           | 4               | 4           | =         |
|              | Parti socialiste        | 3               | 1           | -2        |
| Total gauche | Total gauche            | 7               | 5           | -2        |
|              | La République en marche | 1               | 1           | =         |
| Total centre | Total centre            | 1               | 1           | =         |
|              | Divers                  | 0               | 1           | +1        |
| Total divers | Total divers            | 0               | 1           | +1        |
| Total        | Total                   | 23              | 23          | =         |

## Résultats dans les communes de plus de2 000 habitants

### Aix-Villemaur-Pâlis
- Maire sortant : Yves Fournier (PS), ne se représente pas
- 29 sièges à pourvoir au conseil municipal (population légale 2017: 3 554 habitants)
- 14 sièges à pourvoir au conseil communautaire (CC du Pays d'Othe)

|                                         | Roland Broquet           | DVD                      | 782   | 60,76 | 24 | 11 |  |  |
| Ensemble pour Aix-Villemaur-Pâlis       |                          |                          | 782   | 60,76 | 24 | 11 |  |  |
|                                         | Gérard Trutat            | DVG                      | 505   | 39,23 | 5  | 3  |  |  |
| La maison commune d'Aix-Villemaur-Pâlis |                          |                          | 505   | 39,23 | 5  | 3  |  |  |
|                                         |                          |                          |       |       |    |    |  |  |
| Votes valides                           | Votes valides            | Votes valides            | 1 287 | 95,62 |    |    |  |  |
| Votes blancs                            | Votes blancs             | Votes blancs             | 16    | 1,19  |    |    |  |  |
| Votes nuls                              | Votes nuls               | Votes nuls               | 43    | 3,19  |    |    |  |  |
| Total                                   | Total                    | Total                    | 1 346 | 100   | 29 | 14 |  |  |
| Abstention                              | Abstention               | Abstention               | 1 247 | 48,09 |    |    |  |  |
| Inscrits / participation                | Inscrits / participation | Inscrits / participation | 2 593 | 51,91 |    |    |  |  |

### Arcis-sur-Aube
- Maire sortant : Serge Lardin (LR), ne se représente pas
- 23 sièges à pourvoir au conseil municipal (population légale 2017: 2 870 habitants)
- 12 sièges à pourvoir au conseil communautaire (CC d'Arcis, Mailly, Ramerupt)

|                  | Charles Hittler | DVD         | 553   | 60,10  | 19 | 10 |  |  |
| Arcis autrement  |                 |             | 553   | 60,10  | 19 | 10 |  |  |
|                  | Karinne Daire   | DVD         | 367   | 39,89  | 4  | 2  |  |  |
| Allons plus loin |                 |             | 367   | 39,89  | 4  | 2  |  |  |
|                  |                 |             |       |        |    |    |  |  |
| Inscrits         | Inscrits        | Inscrits    | 1 879 | 100,00 |    |    |  |  |
| Abstentions      | Abstentions     | Abstentions | 925   | 49,23  |    |    |  |  |
| Votants          | Votants         | Votants     | 954   | 50,77  |    |    |  |  |
| Blancs           | Blancs          | Blancs      | 14    | 1,47   |    |    |  |  |
| Nuls             | Nuls            | Nuls        | 20    | 2,10   |    |    |  |  |
| Exprimés         | Exprimés        | Exprimés    | 920   | 96,44  |    |    |  |  |

### Bar-sur-Aube
- Maire sortant : Philippe Borde (LR)
- 27 sièges à pourvoir au conseil municipal (population légale 2017: 4 902 habitants)
- 19 sièges à pourvoir au conseil communautaire (CC de la Région de Bar-sur-Aube)

|                                            | Philippe Borde    | LR          | 871   | 59,61  | 22 | 16 |  |  |
| Bar-sur-Aube j'y crois continuons ensemble |                   |             | 871   | 59,61  | 22 | 16 |  |  |
|                                            | Emmanuel Provin   | LREM        | 334   | 22,86  | 3  | 2  |  |  |
| Aimer Bar-sur-Aube, c'est agir             |                   |             | 334   | 22,86  | 3  | 2  |  |  |
|                                            | Raynald Ingelaere | DVG         | 256   | 17,52  | 2  | 1  |  |  |
| Bar-sur-Aube en transition                 |                   |             | 256   | 17,52  | 2  | 1  |  |  |
|                                            |                   |             |       |        |    |    |  |  |
| Inscrits                                   | Inscrits          | Inscrits    | 3 176 | 100,00 |    |    |  |  |
| Abstentions                                | Abstentions       | Abstentions | 1 660 | 52,27  |    |    |  |  |
| Votants                                    | Votants           | Votants     | 1 516 | 47,73  |    |    |  |  |
| Blancs                                     | Blancs            | Blancs      | 15    | 0,99   |    |    |  |  |
| Nuls                                       | Nuls              | Nuls        | 40    | 2,64   |    |    |  |  |
| Exprimés                                   | Exprimés          | Exprimés    | 1 461 | 96,37  |    |    |  |  |

### Bar-sur-Seine
- Maire sortant : Marcel Hurillon (DVG), ne se représente pas
- 23 sièges à pourvoir au conseil municipal (population légale 2017: 3 018 habitants)
- 9 sièges à pourvoir au conseil communautaire (CC du Barséquanais en Champagne)

| Tête de liste                                          | Tête de liste            | Liste                    | Premier tour | Premier tour | Second tour | Second tour | Sièges | Sièges |
| Tête de liste                                          | Tête de liste            | Liste                    | Voix         | %            | Voix        | %           | CM     | CC     |
| ------------------------------------------------------ | ------------------------ | ------------------------ | ------------ | ------------ | ----------- | ----------- | ------ | ------ |
|                                                        | Dominique Baroni         | DVG                      | 363          | 42,20        | 460         | 50,94       | 18     | 7      |
| Ensemble dans l'action pour Bar-sur-Seine              |                          |                          | 363          | 42,20        | 460         | 50,94       | 18     | 7      |
|                                                        | Pierre-Alcé Lejeune      | DVD                      | 284          | 33,02        | 365         | 40,42       | 4      | 2      |
| Le renouveau barséquanais                              |                          |                          | 284          | 33,02        | 365         | 40,42       | 4      | 2      |
|                                                        | Évelyne Besson           | DVD                      | 107          | 12,44        | 365         | 40,42       | 4      | 2      |
| Engagés pour changer Bar-sur-Seine                     |                          |                          | 107          | 12,44        | 365         | 40,42       | 4      | 2      |
|                                                        | Claude Hervy             | DVG                      | 106          | 12,32        | 78          | 8,63        | 1      | 0      |
| Rassemblement de gauche pour l'avenir de Bar-sur-Seine |                          |                          | 106          | 12,32        | 78          | 8,63        | 1      | 0      |
|                                                        |                          |                          |              |              |             |             |        |        |
| Votes valides                                          | Votes valides            | Votes valides            | 860          | 96,52        | 903         | 98,80       |        |        |
| Votes blancs                                           | Votes blancs             | Votes blancs             | 12           | 1,35         | 5           | 0,55        |        |        |
| Votes nuls                                             | Votes nuls               | Votes nuls               | 19           | 2,13         | 6           | 0,66        |        |        |
| Total                                                  | Total                    | Total                    | 891          | 100          | 914         | 100         | 23     | 9      |
| Abstention                                             | Abstention               | Abstention               | 874          | 49,52        | 865         | 48,62       |        |        |
| Inscrits / participation                               | Inscrits / participation | Inscrits / participation | 1 765        | 50,48        | 1 779       | 51,38       |        |        |

### Bréviandes
- Maire sortant : Thierry Blasco (DVG)
- 23 sièges à pourvoir au conseil municipal (population légale 2017: 2 826 habitants)
- 1 sièges à pourvoir au conseil communautaire (CA Troyes Champagne Métropole)

|                               | Thierry Blasco | DVG         | 385   | 100,00 | 23 | 1 |  |  |
| Agir ensemble pour Bréviandes |                |             | 385   | 100,00 | 23 | 1 |  |  |
|                               |                |             |       |        |    |   |  |  |
| Inscrits                      | Inscrits       | Inscrits    | 1 759 | 100,00 |    |   |  |  |
| Abstentions                   | Abstentions    | Abstentions | 1 322 | 75,16  |    |   |  |  |
| Votants                       | Votants        | Votants     | 437   | 24,84  |    |   |  |  |
| Blancs                        | Blancs         | Blancs      | 17    | 3,89   |    |   |  |  |
| Nuls                          | Nuls           | Nuls        | 35    | 8,01   |    |   |  |  |
| Exprimés                      | Exprimés       | Exprimés    | 385   | 88,10  |    |   |  |  |

### Brienne-le-Château
- Maire sortant : Nicolas Dhuicq (DLF)
- 23 sièges à pourvoir au conseil municipal (population légale 2017: 2 826 habitants)
- 14 sièges à pourvoir au conseil communautaire (CC des Lacs de Champagne)

|                        | Laurent Sibois | DVD         | 673   | 64,46  | 19 | 13 |  |  |
| Agissons pour Brienne  |                |             | 673   | 64,46  | 19 | 13 |  |  |
|                        | Nicolas Dhuicq | DLF-RN      | 256   | 24,52  | 3  | 1  |  |  |
| Brienne ensemble       |                |             | 256   | 24,52  | 3  | 1  |  |  |
|                        | Didier Fiot    | RN diss.    | 115   | 11,01  | 1  | 0  |  |  |
| Renouveau pour Brienne |                |             | 115   | 11,01  | 1  | 0  |  |  |
|                        |                |             |       |        |    |    |  |  |
| Inscrits               | Inscrits       | Inscrits    | 1 895 | 100,00 |    |    |  |  |
| Abstentions            | Abstentions    | Abstentions | 825   | 43,54  |    |    |  |  |
| Votants                | Votants        | Votants     | 1 070 | 56,46  |    |    |  |  |
| Blancs                 | Blancs         | Blancs      | 7     | 0,65   |    |    |  |  |
| Nuls                   | Nuls           | Nuls        | 19    | 1,78   |    |    |  |  |
| Exprimés               | Exprimés       | Exprimés    | 1 044 | 97,57  |    |    |  |  |

### La Chapelle-Saint-Luc
- Maire sortant : Olivier Girardin (PS)
- 33 sièges à pourvoir au conseil municipal (population légale 2017: 12 319 habitants)
- 7 sièges à pourvoir au conseil communautaire (CA Troyes Champagne Métropole)

|                                    | Olivier Girardin | PS          | 1 393 | 68,79  | 28 | 6 |  |  |
| Une ville qui avance               |                  |             | 1 393 | 68,79  | 28 | 6 |  |  |
|                                    | Vincent Richard  | DVD         | 632   | 31,20  | 5  | 1 |  |  |
| Des Chapelains pour les Chapelains |                  |             | 632   | 31,20  | 5  | 1 |  |  |
|                                    |                  |             |       |        |    |   |  |  |
| Inscrits                           | Inscrits         | Inscrits    | 6 093 | 100,00 |    |   |  |  |
| Abstentions                        | Abstentions      | Abstentions | 3 997 | 65,60  |    |   |  |  |
| Votants                            | Votants          | Votants     | 2 096 | 34,40  |    |   |  |  |
| Blancs                             | Blancs           | Blancs      | 29    | 1,38   |    |   |  |  |
| Nuls                               | Nuls             | Nuls        | 42    | 2,00   |    |   |  |  |
| Exprimés                           | Exprimés         | Exprimés    | 2 025 | 96,61  |    |   |  |  |

### Lusigny-sur-Barse
- Maire sortant : Christian Branle (LR)
- 19 sièges à pourvoir au conseil municipal (population légale 2017: 2 167 habitants)
- 1 sièges à pourvoir au conseil communautaire (CA Troyes Champagne Métropole)

|                              | Christian Branle | LR          | 543   | 69,97  | 16 | 1 |  |  |
| Lusigny, bien vivre ensemble |                  |             | 543   | 69,97  | 16 | 1 |  |  |
|                              | Denis Lapôtre    | DIV         | 233   | 30,02  | 3  | 0 |  |  |
| Bien vivre à Lusigny         |                  |             | 233   | 30,02  | 3  | 0 |  |  |
|                              |                  |             |       |        |    |   |  |  |
| Inscrits                     | Inscrits         | Inscrits    | 1 478 | 100,00 |    |   |  |  |
| Abstentions                  | Abstentions      | Abstentions | 684   | 46,28  |    |   |  |  |
| Votants                      | Votants          | Votants     | 794   | 53,72  |    |   |  |  |
| Blancs                       | Blancs           | Blancs      | 10    | 1,26   |    |   |  |  |
| Nuls                         | Nuls             | Nuls        | 8     | 1,01   |    |   |  |  |
| Exprimés                     | Exprimés         | Exprimés    | 776   | 97,73  |    |   |  |  |

### Les Noës-près-Troyes
- Maire sortant : Jean-Pierre Abel (DVD)
- 23 sièges à pourvoir au conseil municipal (population légale 2017: 3 282 habitants)
- 1 sièges à pourvoir au conseil communautaire (CA Troyes Champagne Métropole)

|                              | Jean-Pierre Abel | DVD         | 600   | 83,68  | 22 | 1 |  |  |
| Les Noës demain !            |                  |             | 600   | 83,68  | 22 | 1 |  |  |
|                              | Michel Debana    | DVG         | 117   | 16,31  | 1  | 0 |  |  |
| Rendons la parole aux Noyats |                  |             | 117   | 16,31  | 1  | 0 |  |  |
|                              |                  |             |       |        |    |   |  |  |
| Inscrits                     | Inscrits         | Inscrits    | 2 076 | 100,00 |    |   |  |  |
| Abstentions                  | Abstentions      | Abstentions | 1 329 | 64,02  |    |   |  |  |
| Votants                      | Votants          | Votants     | 747   | 35,98  |    |   |  |  |
| Blancs                       | Blancs           | Blancs      | 16    | 2,14   |    |   |  |  |
| Nuls                         | Nuls             | Nuls        | 14    | 1,87   |    |   |  |  |
| Exprimés                     | Exprimés         | Exprimés    | 717   | 95,98  |    |   |  |  |

### Nogent-sur-Seine
- Maire sortant : Hugues Fadin (DVD), ne se représente pas
- 29 sièges à pourvoir au conseil municipal (population légale 2017: 5 980 habitants)
- 12 sièges à pourvoir au conseil communautaire (CC du Nogentais)

|                                            | Estelle Bomberger-Rivot | LR          | 1 123 | 60,18  | 24 | 10 |  |  |
| Servir les Nogentais et agir pour Nogent   |                         |             | 1 123 | 60,18  | 24 | 10 |  |  |
|                                            | Richard Journet         | DVD         | 743   | 39,81  | 5  | 2  |  |  |
| Nogent-sur-Seine ville innovante et active |                         |             | 743   | 39,81  | 5  | 2  |  |  |
|                                            |                         |             |       |        |    |    |  |  |
| Inscrits                                   | Inscrits                | Inscrits    | 3 435 | 100,00 |    |    |  |  |
| Abstentions                                | Abstentions             | Abstentions | 1 523 | 44,34  |    |    |  |  |
| Votants                                    | Votants                 | Votants     | 1 912 | 55,66  |    |    |  |  |
| Blancs                                     | Blancs                  | Blancs      | 24    | 1,26   |    |    |  |  |
| Nuls                                       | Nuls                    | Nuls        | 22    | 1,15   |    |    |  |  |
| Exprimés                                   | Exprimés                | Exprimés    | 1 866 | 97,59  |    |    |  |  |

### Pont-Sainte-Marie
- Maire sortant : Pascal Landréat (LREM)
- 29 sièges à pourvoir au conseil municipal (population légale 2017: 5 166 habitants)
- 2 sièges à pourvoir au conseil communautaire (CA Troyes Champagne Métropole)

|                        | Pascal Landréat | LREM        | 627   | 100,00 | 29 | 2 |  |  |
| Unis pour construire ! |                 |             | 627   | 100,00 | 29 | 2 |  |  |
|                        |                 |             |       |        |    |   |  |  |
| Inscrits               | Inscrits        | Inscrits    | 3 010 | 100,00 |    |   |  |  |
| Abstentions            | Abstentions     | Abstentions | 2 312 | 76,81  |    |   |  |  |
| Votants                | Votants         | Votants     | 698   | 23,19  |    |   |  |  |
| Blancs                 | Blancs          | Blancs      | 39    | 5,59   |    |   |  |  |
| Nuls                   | Nuls            | Nuls        | 32    | 4,58   |    |   |  |  |
| Exprimés               | Exprimés        | Exprimés    | 627   | 89,83  |    |   |  |  |

### La Rivière-de-Corps
- Maire sortante : Véronique Saublet Saint-Mars (DVD)
- 23 sièges à pourvoir au conseil municipal (population légale 2017: 3 396 habitants)
- 1 sièges à pourvoir au conseil communautaire (CA Troyes Champagne Métropole)

| Tête de liste                      | Tête de liste                | Liste                    | Premier tour | Premier tour | Second tour | Second tour | Sièges | Sièges |
| Tête de liste                      | Tête de liste                | Liste                    | Voix         | %            | Voix        | %           | CM     | CC     |
| ---------------------------------- | ---------------------------- | ------------------------ | ------------ | ------------ | ----------- | ----------- | ------ | ------ |
|                                    | Véronique Saublet Saint-Mars | DVD                      | 452          | 40,57        | 520         | 42,24       | 5      | 0      |
| La Rivière-de-Corps, votre commune |                              |                          | 452          | 40,57        | 520         | 42,24       | 5      | 0      |
|                                    | Christophe Chomat            | DIV                      | 373          | 33,48        | 711         | 57,75       | 18     | 1      |
| Ensemble, créons demain            |                              |                          | 373          | 33,48        | 711         | 57,75       | 18     | 1      |
|                                    | Daniel Puigmal               | DVG                      | 289          | 25,94        |             |             |        |        |
| Agir pour La Rivière-de-Corps      |                              |                          | 289          | 25,94        |             |             |        |        |
|                                    |                              |                          |              |              |             |             |        |        |
| Votes valides                      | Votes valides                | Votes valides            | 1 114        | 97,46        | 1 231       | 98,01       |        |        |
| Votes blancs                       | Votes blancs                 | Votes blancs             | 12           | 1,05         | 13          | 1,04        |        |        |
| Votes nuls                         | Votes nuls                   | Votes nuls               | 17           | 1,49         | 12          | 0,96        |        |        |
| Total                              | Total                        | Total                    | 1 143        | 100          | 1 256       | 100         | 23     | 1      |
| Abstention                         | Abstention                   | Abstention               | 1 643        | 58,97        | 1 531       | 54,93       |        |        |
| Inscrits / participation           | Inscrits / participation     | Inscrits / participation | 2 786        | 41,03        | 2 787       | 45,0        |        |        |

### Romilly-sur-Seine
- Maire sortant : Éric Vuillemin (LR)
- 33 sièges à pourvoir au conseil municipal (population légale 2017: 14 451 habitants)
- 13 sièges à pourvoir au conseil communautaire (CC des Portes de Romilly-sur-Seine)

|                              | Éric Vuillemin      | LR-LREM     | 1 722 | 57,41  | 27 | 11 |  |  |
| Romilly, la force d'y croire |                     |             | 1 722 | 57,41  | 27 | 11 |  |  |
|                              | Fethi Cheikh        | PCF-G.s     | 847   | 28,24  | 4  | 1  |  |  |
| Ensemble pour Romilly        |                     |             | 847   | 28,24  | 4  | 1  |  |  |
|                              | Jean-Patrick Vernet | RN          | 430   | 14,33  | 2  | 1  |  |  |
| Retrouver Romilly            |                     |             | 430   | 14,33  | 2  | 1  |  |  |
|                              |                     |             |       |        |    |    |  |  |
| Inscrits                     | Inscrits            | Inscrits    | 8 199 | 100,00 |    |    |  |  |
| Abstentions                  | Abstentions         | Abstentions | 5 088 | 62,06  |    |    |  |  |
| Votants                      | Votants             | Votants     | 3 111 | 37,94  |    |    |  |  |
| Blancs                       | Blancs              | Blancs      | 38    | 1,22   |    |    |  |  |
| Nuls                         | Nuls                | Nuls        | 74    | 2,38   |    |    |  |  |
| Exprimés                     | Exprimés            | Exprimés    | 2 999 | 96,40  |    |    |  |  |

### Rosières-près-Troyes
- Maire sortant : Jacques Rigaud (LR), ne se représente pas
- 27 sièges à pourvoir au conseil municipal (population légale 2017: 4 165 habitants)
- 2 sièges à pourvoir au conseil communautaire (CA Troyes Champagne Métropole)

|                                              | Marlène Gaurier | DVD         | 519   | 100,00 | 27 | 2 |  |  |
| Liste pour la défense des intérêts communaux |                 |             | 519   | 100,00 | 27 | 2 |  |  |
|                                              |                 |             |       |        |    |   |  |  |
| Inscrits                                     | Inscrits        | Inscrits    | 2 603 | 100,00 |    |   |  |  |
| Abstentions                                  | Abstentions     | Abstentions | 1 951 | 74,95  |    |   |  |  |
| Votants                                      | Votants         | Votants     | 652   | 25,05  |    |   |  |  |
| Blancs                                       | Blancs          | Blancs      | 37    | 5,67   |    |   |  |  |
| Nuls                                         | Nuls            | Nuls        | 96    | 14,72  |    |   |  |  |
| Exprimés                                     | Exprimés        | Exprimés    | 519   | 79,60  |    |   |  |  |

### Saint-André-les-Vergers
- Maire sortant : Alain Balland (LR), ne se représente pas
- 33 sièges à pourvoir au conseil municipal (population légale 2017: 12 311 habitants)
- 7 sièges à pourvoir au conseil communautaire (CA Troyes Champagne Métropole)

|                              | Catherine Ledouble   | DVD         | 1 527 | 64,84  | 28 | 6 |  |  |
| Ensemble, allons plus loin ! |                      |             | 1 527 | 64,84  | 28 | 6 |  |  |
|                              | Jean-Pierre Cornevin | PCF         | 828   | 35,15  | 5  | 1 |  |  |
| Saint-André 2020             |                      |             | 828   | 35,15  | 5  | 1 |  |  |
|                              |                      |             |       |        |    |   |  |  |
| Inscrits                     | Inscrits             | Inscrits    | 8 120 | 100,00 |    |   |  |  |
| Abstentions                  | Abstentions          | Abstentions | 5 675 | 69,89  |    |   |  |  |
| Votants                      | Votants              | Votants     | 2 445 | 30,11  |    |   |  |  |
| Blancs                       | Blancs               | Blancs      | 40    | 1,64   |    |   |  |  |
| Nuls                         | Nuls                 | Nuls        | 50    | 2,04   |    |   |  |  |
| Exprimés                     | Exprimés             | Exprimés    | 2 355 | 96,32  |    |   |  |  |

### Saint-Germain
- Maire sortant : Paul Gaillard (DVD), ne se représente pas
- 19 sièges à pourvoir au conseil municipal (population légale 2017: 2 304 habitants)
- 1 sièges à pourvoir au conseil communautaire (CA Troyes Champagne Métropole)

|                                   | Maxime Dusacq | DVD         | 476   | 77,52  | 17 | 1 |  |  |
| Gardons le cap pour Saint-Germain |               |             | 476   | 77,52  | 17 | 1 |  |  |
|                                   | Max Rolland   | DIV         | 138   | 22,47  | 2  | 0 |  |  |
| Saint-Germain demain              |               |             | 138   | 22,47  | 2  | 0 |  |  |
|                                   |               |             |       |        |    |   |  |  |
| Inscrits                          | Inscrits      | Inscrits    | 1 779 | 100,00 |    |   |  |  |
| Abstentions                       | Abstentions   | Abstentions | 1 149 | 64,59  |    |   |  |  |
| Votants                           | Votants       | Votants     | 630   | 35,41  |    |   |  |  |
| Blancs                            | Blancs        | Blancs      | 6     | 0,95   |    |   |  |  |
| Nuls                              | Nuls          | Nuls        | 10    | 1,59   |    |   |  |  |
| Exprimés                          | Exprimés      | Exprimés    | 614   | 97,46  |    |   |  |  |

### Saint-Julien-les-Villas
- Maire sortant : Jean-Michel Viart (DVD)
- 29 sièges à pourvoir au conseil municipal (population légale 2017: 6 811 habitants)
- 3 sièges à pourvoir au conseil communautaire (CA Troyes Champagne Métropole)

|                                             | Jean-Michel Viart  | DVD         | 962   | 58,09  | 24 | 3 |  |  |
| Sancéens, continuons avec Jean-Michel Viart |                    |             | 962   | 58,09  | 24 | 3 |  |  |
|                                             | Marc Moreau        | DIV         | 266   | 16,06  | 2  | 0 |  |  |
| Avec vous Saint-Julien                      |                    |             | 266   | 16,06  | 2  | 0 |  |  |
|                                             | Daniel Picara      | DVD         | 233   | 14,07  | 2  | 0 |  |  |
| Ensemble autrement                          |                    |             | 233   | 14,07  | 2  | 0 |  |  |
|                                             | Jean-Marc Weinling | LFI         | 195   | 11,77  | 1  | 0 |  |  |
| Saint-Julien à gauche                       |                    |             | 195   | 11,77  | 1  | 0 |  |  |
|                                             |                    |             |       |        |    |   |  |  |
| Inscrits                                    | Inscrits           | Inscrits    | 4 966 | 100,00 |    |   |  |  |
| Abstentions                                 | Abstentions        | Abstentions | 3 262 | 65,69  |    |   |  |  |
| Votants                                     | Votants            | Votants     | 1 704 | 34,31  |    |   |  |  |
| Blancs                                      | Blancs             | Blancs      | 23    | 1,35   |    |   |  |  |
| Nuls                                        | Nuls               | Nuls        | 25    | 1,47   |    |   |  |  |
| Exprimés                                    | Exprimés           | Exprimés    | 1 656 | 97,18  |    |   |  |  |

### Saint-Lyé
- Maire sortant : Marcel Spilmann (DVG), ne se représente pas
- 23 sièges à pourvoir au conseil municipal (population légale 2017: 2 915 habitants)
- 1 sièges à pourvoir au conseil communautaire (CA Troyes Champagne Métropole)

|                          | Nicolas Mennetrier       | DVG                      | 452   | 100,00 | 23 | 1 |  |  |
| Unis dans l'action       |                          |                          | 452   | 100,00 | 23 | 1 |  |  |
|                          |                          |                          |       |        |    |   |  |  |
| Votes valides            | Votes valides            | Votes valides            | 452   | 80,71  |    |   |  |  |
| Votes blancs             | Votes blancs             | Votes blancs             | 35    | 6,25   |    |   |  |  |
| Votes nuls               | Votes nuls               | Votes nuls               | 73    | 13,04  |    |   |  |  |
| Total                    | Total                    | Total                    | 560   | 100    | 23 | 1 |  |  |
| Abstention               | Abstention               | Abstention               | 1 658 | 74,75  |    |   |  |  |
| Inscrits / participation | Inscrits / participation | Inscrits / participation | 2 218 | 25,25  |    |   |  |  |

### Saint-Parres-aux-Tertres
- Maire sortante : Colette Rota (DVD), ne se représente pas
- 23 sièges à pourvoir au conseil municipal (population légale 2017: 3 126 habitants)
- 1 sièges à pourvoir au conseil communautaire (CA Troyes Champagne Métropole)

|                            | Jack Hirtzig  | DVD         | 662   | 61,63  | 19 | 1 |  |  |
| Ensemble Saint-Parres 2020 |               |             | 662   | 61,63  | 19 | 1 |  |  |
|                            | Joël François | DVD         | 412   | 38,36  | 4  | 0 |  |  |
| Agissons pour l'avenir     |               |             | 412   | 38,36  | 4  | 0 |  |  |
|                            |               |             |       |        |    |   |  |  |
| Inscrits                   | Inscrits      | Inscrits    | 2 061 | 100,00 |    |   |  |  |
| Abstentions                | Abstentions   | Abstentions | 966   | 46,87  |    |   |  |  |
| Votants                    | Votants       | Votants     | 1 095 | 53,13  |    |   |  |  |
| Blancs                     | Blancs        | Blancs      | 11    | 1,00   |    |   |  |  |
| Nuls                       | Nuls          | Nuls        | 10    | 0,91   |    |   |  |  |
| Exprimés                   | Exprimés      | Exprimés    | 1 074 | 98,08  |    |   |  |  |

### Sainte-Savine
- Maire sortant : Jean-Jacques Arnaud (PS), ne se représente pas
- 33 sièges à pourvoir au conseil municipal (population légale 2017: 10 573 habitants)
- 5 sièges à pourvoir au conseil communautaire (CA Troyes Champagne Métropole)

| Tête de liste                             | Tête de liste            | Liste                    | Premier tour | Premier tour | Second tour | Second tour | Sièges | Sièges |  |
| Tête de liste                             | Tête de liste            | Liste                    | Voix         | %            | Voix        | %           | CM     | CC     |  |
| ----------------------------------------- | ------------------------ | ------------------------ | ------------ | ------------ | ----------- | ----------- | ------ | ------ |  |
|                                           | Alain Moser              | PS-PCF                   | 735          | 29,41        | 810         | 33,51       | 6      | 1      |  |
| Saviplus 2020                             |                          |                          | 735          | 29,41        | 810         | 33,51       | 6      | 1      |  |
|                                           | Arnaud Magloire          | DVG                      | 719          | 28,77        | 933         | 38,60       | 23     | 4      |  |
| Arnaud Magloire 2020                      |                          |                          | 719          | 28,77        | 933         | 38,60       | 23     | 4      |  |
|                                           | Loïc Bossuat             | DVD                      | 583          | 23,32        | 462         | 19,11       | 3      | 0      |  |
| Ensemble pour Sainte-Savine               |                          |                          | 583          | 23,32        | 462         | 19,11       | 3      | 0      |  |
|                                           | Nicolas Croquet          | RN                       | 296          | 11,84        | 212         | 8,77        | 1      | 0      |  |
| Rassemblement national pour Sainte-Savine |                          |                          | 296          | 11,84        | 212         | 8,77        | 1      | 0      |  |
|                                           | Nelly Collot-Touzé       | DLF                      | 166          | 6,64         |             |             |        |        |  |
| Projet de vie - Projet de ville           |                          |                          | 166          | 6,64         |             |             |        |        |  |
|                                           |                          |                          |              |              |             |             |        |        |  |
| Votes valides                             | Votes valides            | Votes valides            | 2 499        | 97,96        | 2 417       | 98,49       |        |        |  |
| Votes blancs                              | Votes blancs             | Votes blancs             | 12           | 0,47         | 14          | 0,57        |        |        |  |
| Votes nuls                                | Votes nuls               | Votes nuls               | 40           | 1,57         | 23          | 0,97        |        |        |  |
| Total                                     | Total                    | Total                    | 2 551        | 100          | 2 454       | 100         | 33     | 5      |  |
| Abstention                                | Abstention               | Abstention               | 4 674        | 64,69        | 4 772       | 66,04       |        |        |  |
| Inscrits / participation                  | Inscrits / participation | Inscrits / participation | 7 225        | 35,31        | 7 226       | 33,96       |        |        |  |

### Troyes
- Maire sortant : François Baroin (LR)
- 49 sièges à pourvoir au conseil municipal (population légale 2017: 61 652 habitants)
- 35 sièges à pourvoir au conseil communautaire (CA Troyes Champagne Métropole)

|                                                          | François Baroin    | LR-UDI-LC   | 5 903  | 66,78  | 42 | 30 |  |  |
| Ensemble pour Troyes                                     |                    |             | 5 903  | 66,78  | 42 | 30 |  |  |
|                                                          | Anna Zajac         | PCF-PS      | 1 243  | 14,06  | 3  | 2  |  |  |
| Troyes en commun                                         |                    |             | 1 243  | 14,06  | 3  | 2  |  |  |
|                                                          | Jordan Guitton     | RN          | 995    | 11,25  | 3  | 2  |  |  |
| Rassemblement national pour Troyes                       |                    |             | 995    | 11,25  | 3  | 2  |  |  |
|                                                          | Loëtitia Carougeat | LREM        | 484    | 5,47   | 1  | 1  |  |  |
| Troyes en marche                                         |                    |             | 484    | 5,47   | 1  | 1  |  |  |
|                                                          | Lionel Paillard    | LO          | 214    | 2,42   | 0  | 0  |  |  |
| Lutte ouvrière - Faire entendre le camp des travailleurs |                    |             | 214    | 2,42   | 0  | 0  |  |  |
|                                                          |                    |             |        |        |    |    |  |  |
| Inscrits                                                 | Inscrits           | Inscrits    | 29 503 | 100,00 |    |    |  |  |
| Abstentions                                              | Abstentions        | Abstentions | 20 463 | 69,36  |    |    |  |  |
| Votants                                                  | Votants            | Votants     | 9 040  | 30,64  |    |    |  |  |
| Blancs                                                   | Blancs             | Blancs      | 78     | 0,86   |    |    |  |  |
| Nuls                                                     | Nuls               | Nuls        | 123    | 1,36   |    |    |  |  |
| Exprimés                                                 | Exprimés           | Exprimés    | 8 839  | 97,78  |    |    |  |  |

### Vendeuvre-sur-Barse
- Maire sortant : Jean-Baptiste Rota (DVD), ne se représente pas
- 19 sièges à pourvoir au conseil municipal (population légale 2017: 2 317 habitants)
- 15 sièges à pourvoir au conseil communautaire (CC de Vendeuvre-Soulaines)

|                  | Marielle Chevallier | LR          | 373   | 100,00 | 19 | 15 |  |  |
| Avancer ensemble |                     |             | 373   | 100,00 | 19 | 15 |  |  |
|                  |                     |             |       |        |    |    |  |  |
| Inscrits         | Inscrits            | Inscrits    | 1 416 | 100,00 |    |    |  |  |
| Abstentions      | Abstentions         | Abstentions | 964   | 68,08  |    |    |  |  |
| Votants          | Votants             | Votants     | 452   | 31,92  |    |    |  |  |
| Blancs           | Blancs              | Blancs      | 16    | 3,54   |    |    |  |  |
| Nuls             | Nuls                | Nuls        | 63    | 13,94  |    |    |  |  |
| Exprimés         | Exprimés            | Exprimés    | 373   | 82,52  |    |    |  |  |

### Villenauxe-la-Grande
- Maire sortant : Paul Bujar (DVG), ne se représente pas
- 23 sièges à pourvoir au conseil municipal (population légale 2017: 2 721 habitants)
- 5 sièges à pourvoir au conseil communautaire (CC du Nogentais)

|                                    | Barbara Carpanèse | DVG         | 497   | 58,40  | 19 | 4 |  |  |
| Notre priorité, c'est vous         |                   |             | 497   | 58,40  | 19 | 4 |  |  |
|                                    | Chantal Oudard    | DVD         | 354   | 41,59  | 4  | 1 |  |  |
| Un souffle nouveau pour Villenauxe |                   |             | 354   | 41,59  | 4  | 1 |  |  |
|                                    |                   |             |       |        |    |   |  |  |
| Inscrits                           | Inscrits          | Inscrits    | 1 513 | 100,00 |    |   |  |  |
| Abstentions                        | Abstentions       | Abstentions | 601   | 39,72  |    |   |  |  |
| Votants                            | Votants           | Votants     | 912   | 60,28  |    |   |  |  |
| Blancs                             | Blancs            | Blancs      | 20    | 2,19   |    |   |  |  |
| Nuls                               | Nuls              | Nuls        | 41    | 4,50   |    |   |  |  |
| Exprimés                           | Exprimés          | Exprimés    | 851   | 93,31  |    |   |  |  |